# Joseph Đỗ Quang Khang

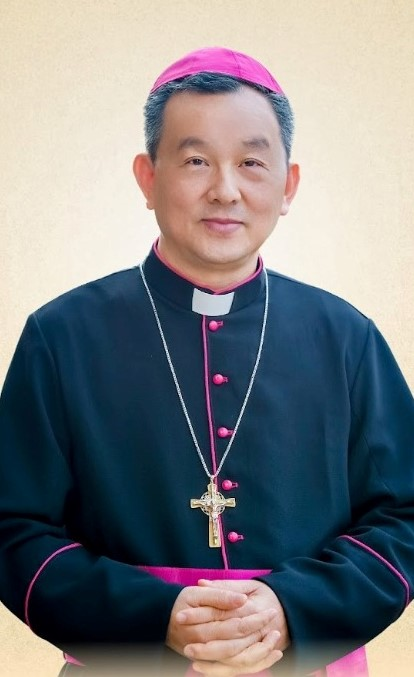
Joseph Đỗ Quang Khang (2021)

Joseph Đỗ Quang Khang (* 7. November 1965 in Thủ Đức) ist ein vietnamesischer Geistlicher und römisch-katholischer Bischof von Bắc Ninh.

## Leben
Joseph Đỗ Quang Khang studierte von 1993 bis 1999 Philosophie und Theologie am Priesterseminar des Erzbistums Ho-Chi-Minh-Stadt, für das er am 30. Juni 1999 durch Erzbischof Jean-Baptiste Phạm Minh Mẫn das Sakrament der Priesterweihe empfing.
Nach kurzer Tätigkeit in der Pfarrseelsorge studierte er von 2001 bis 2006 biblische Theologie am Katholischen Institut von Toulouse, wo er den Mastergrad erwarb. Nach weiteren Studien am Päpstlichen Bibelinstitut in Rom erwarb er 2010 das Lizenziat. Seit 2010 war er Studiendekan am Priesterseminar von Ho-Chi-Minh-Stadt; außerdem war er Dozent für biblische Theologie und biblisches Griechisch am Priesterseminar sowie am Katholischen Institut von Vietnam.
Papst Franziskus ernannte ihn am 30. Oktober 2021 zum Koadjutorbischof von Bắc Ninh. Der Bischof von Bắc Ninh, Cosme Hoàng Van Dat SJ, spendete ihm am 14. Dezember desselben Jahres die Bischofsweihe. Mitkonsekratoren waren der Erzbischof von Ho-Chi-Minh-Stadt, Joseph Nguyen Nang, und der Erzbischof von Hanoi, Joseph Vu Van Thien.
Mit dem altersbedingten Rücktritt von Cosme Hoàng Van Dat am 17. Juni 2023 folgte er diesem als Bischof von Bắc Ninh nach.